# Ivar Mathisen
Ivar Mathisen (Bærum, 14 giugno 1920 – Bærum, 7 ottobre 2008) è stato un canoista norvegese.

## Palmarès

### Olimpiadi
- 1 medaglia:
  - 1 argento (Londra 1948 nel K-2 10000 m)

### Mondiali
- 2 medaglie:
  - 2 argenti (Londra 1948 nel K-1 4x500 m; Copenaghen 1950 nel K-2 1000 m)